# Kosmodrom Vostočnyj

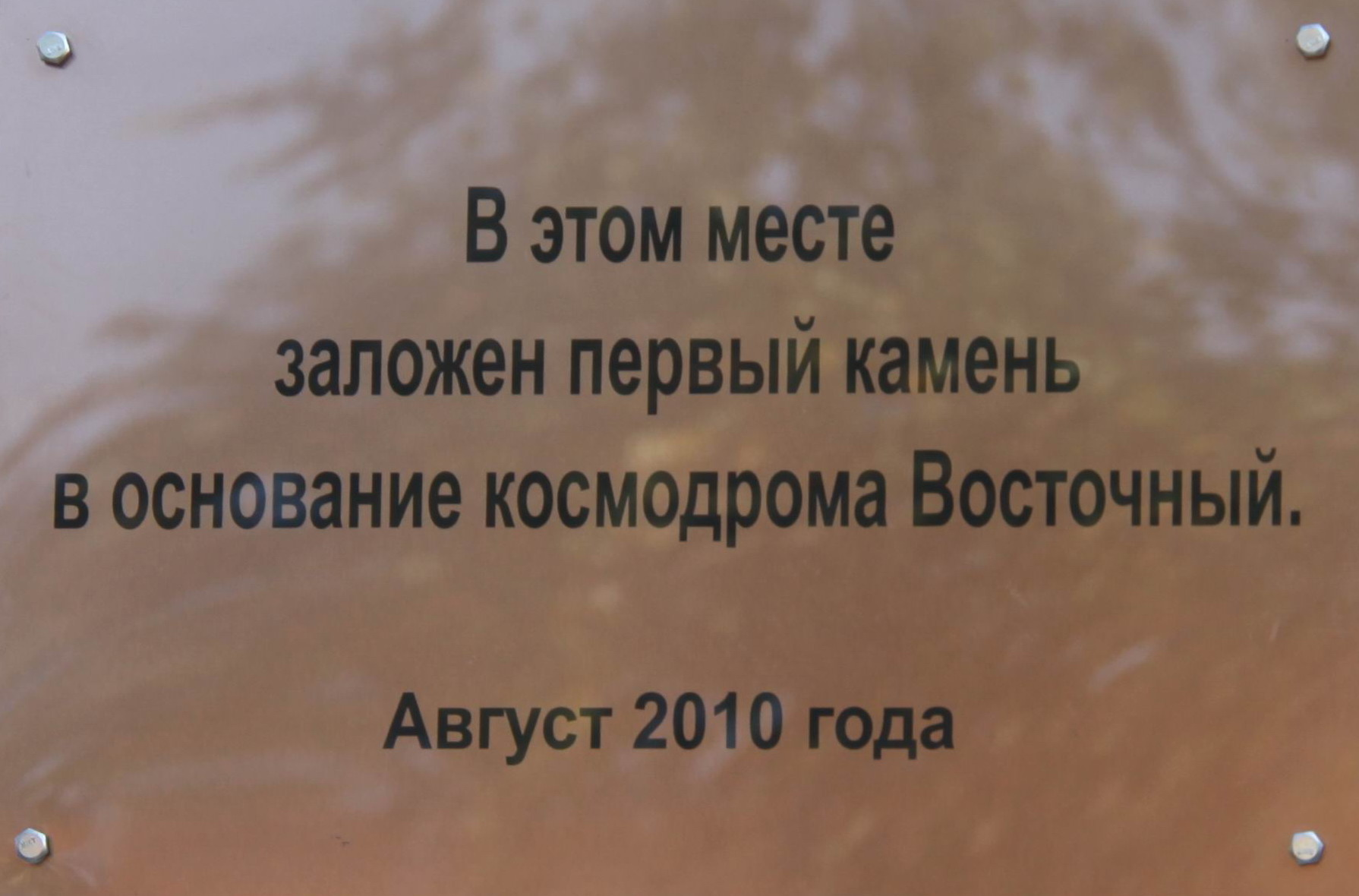
Plaketa na základním kameni kosmodromu Vostočnyj

Kosmodrom Vostočnyj (rusky Космодром Восточный – fonetická výslovnost Kasmodrom Vastočnyj)
je ruský kosmodrom ve výstavbě určený pro civilní i vojenské starty. Nachází se na ruském území, a to v Amurské oblasti asi 300 km severně od města Blagověščensk. Po jeho dokončení se očekává snížení závislosti Ruska na kosmodromu Bajkonur, který se po rozpadu SSSR ocitnul na území samostatného Kazachstánu a ruská strana ho má v pronájmu. Z nového kosmodromu budou startovat jak nepilotované tak i pilotované mise.
První start se uskutečnil 28. dubna 2016. Nosná raketa Sojuz 2.1a vynesla na oběžnou dráhu tři menší družice.

## Historie a plánování
Dne 6. listopadu 2007 podepsal ruský prezident Vladimir Putin dekret na výstavbu nového kosmodromu Vostočnyj. Její zbrzdění však zapříčinila ekonomická krize a výpadek příjmů Ruska v oblasti vývozu ropy a dalších surovin. Na počest výstavby kosmodromu byla v srpnu 2010 položena pamětní deska na základním kameni.
V roce 2011 započalo projektování a mapování oblasti budoucího kosmodromu a následně zahájena výstavba. Mají zde stát mj. kosmické výrobní komplexy a také přistávací a vzletové dráhy. Nové letiště bude muset být schopné umožnit přistávání letadel An-124 Ruslan s bloky nosných raket.
První etapa výstavby a veškeré objekty kosmodromu Vostočnyj měly být uvedeny do provozu do konce roku 2016.
V souvislosti s výstavbou má rovněž poblíž města Ciolkovskij (dříve Uglegorsk) vyrůst zcela nové hvězdné městečko, kde budou bydlet lidé podílející se na jeho stavbě.
V srpnu 2017 začala příprava na druhou fázi výstavby kosmodromu, která zahrnuje i druhou odpalovací rampu pro rakety Angara.
24. května 2018 Roskosmos oznámil, že v polovině května bylo vydáno schválení pro zahájení stavby odpalovacího zařízení pro Angaru na kosmodromu Vostočnyj. Práce na stavbě mají začít v červnu 2018, uvedla státní korporace. Podle Roskosmosu ruská vláda vybrala PSO Kazaň Company jako hlavního dodavatele stavby komplexu, který plánuje dokončení rampy v roce 2021. Celková investice do projektu bude asi 40 000 000 000 rublů.
Nicméně, rozvoj infrastruktury a provoz komplexu bude zpočátku omezen, protože financování plánované výstavby specializovaných montážních budov pro raketu bylo odloženo do další fáze mezi roky 2023 a 2025. Mezitím by se skladování a příprava raket Angara a jejich nákladu prováděly v technických zařízeních pro rakety Sojuz 2.

### Důvody pro stavbu
Důvodů pro stavbu se sešlo hned několik. Prvně se jedná o důvody politické, nový kosmodrom by měl upevnit pozici Ruska na rostoucím globálním kosmickém trhu. Další aspekty jsou ekonomické: Za Bajkonur je nutné platit Kazachstánu roční pronájem ve výši 115 milionů dolarů.
Poblíž se již dříve nacházela raketová divize a později kosmodrom Svobodnyj. Jeho efektivita ale nebyla příliš veliká (za celou dobu existence bylo vypuštěno pouze pět lehkých raket), a to bylo také důvodem k jeho uzavření. Myšlenka na stavbu kosmodromu na tomto místě však nebyla zcela zavržena, a tak zřela světlo světa myšlenka na kosmodrom Vostočnyj.

## Struktura
V současné době (leden 2021) se na kosmodromu nachází startovací komplex pro rakety Sojuz 2 a probíhá výstavba komplexu 1A pro rakety Angara. Po jejím dokončení je v plánech také výstavba třetího komplexu určeného pro supertěžkou raketu Jenisej.
| Rampa | Nosiče    | První start    | Poslední start | Celkově startů | Stav    |
| ----- | --------- | -------------- | -------------- | -------------- | ------- |
| 1S    | Sojuz 2   | 28. dubna 2016 | 10. srpna 2023 | 12             | aktivní |
| 1A    | Angara A5 | 11. dubna 2024 |                | 1              | aktivní |

### Univerzální technický komplex
Poprvé v historii ruské kosmonautiky spojili vývojáři technického komplexu sklad bloků s  montážní a zkušební budovou nosných raket a kosmických lodí společně s čerpací a neutralizační stanicí do jednoho komplexu. Takové technické řešení snižuje rizika při přepravě produktů a výrazně šetří čas na práci. Celková plocha budovy je téměř 45 tisíc metrů čtverečních s výškou 37 metrů. Pracoviště jsou zde maximálně automatizovaná, instalováno bylo 138 moderních systémů technologických zařízení. V montážní a testovací budově nosné rakety jsou dvě pracoviště najednou a v montážní a testovací budově kosmické lodi můžete pracovat se všemi kosmickými loděmi, horními stupni a odpalovacími bloky, které se aktuálně používají v raketovém a kosmickém průmyslu. Ve skladu bloků jsou přijímány, skladovány a vydávány jednotlivé bloky všech stupňů nosných raket a aerodynamické kryty, které pocházejí z výrobních závodů. Kosmické lodě a horní stupně se tankují na čerpací a neutralizační stanici. Z technického komplexu jsou sestavené rakety společně s nákladem přepravovány na odpalovací rampu standardně po železnici.

### Startovací komplex 1S

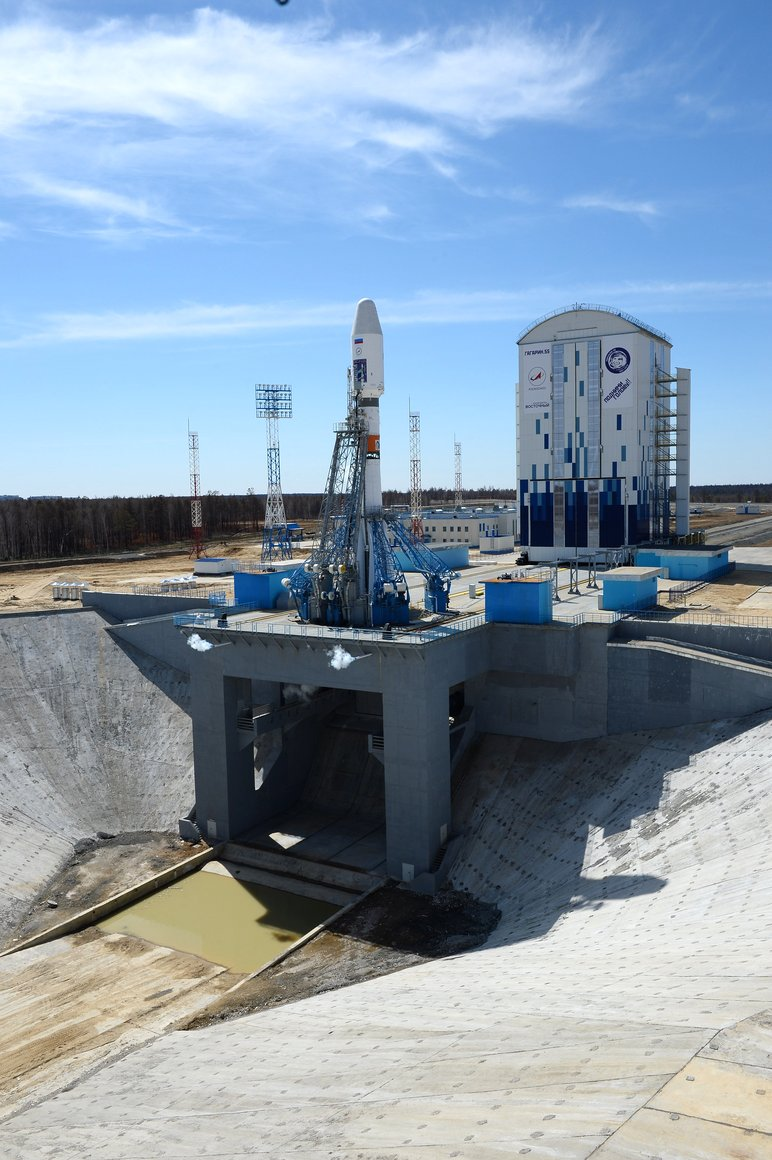
Mobilní obslužná věž a Sojuz 2.1a na startovní rampě

Startovací komplex pro rakety střední třídy Sojuz 2 byl uveden do provozu v roce 2016. Je vybaven jedinečným designem, který se nenachází na Bajkonuru ani Plesecku. Jedná se o 52 metrů vysokou mobilní servisní věž o hmotnosti 1600 tun. Ta umožňuje provádět všechny přípravy na start v nejobtížnějších klimatických podmínkách. Mobilní věž navíc poskytuje vysokou úroveň bezpečnosti pracovníků.
Odpalovací komplex má 83 konstrukcí o ploše 45 000 metrů čtverečních, všechny konstrukce jsou pozemní a jsou umístěny v bezprostřední blízkosti odpalovací rampy. Zde se používá stacionární plnicí systém a automatizovaný systém řízení technologického zařízení.
28. dubna 2016 proběhl první start rakety Sojuz 2.1a s vypuštěním tří menších vědeckých družic.

### Startovací komplex 1A

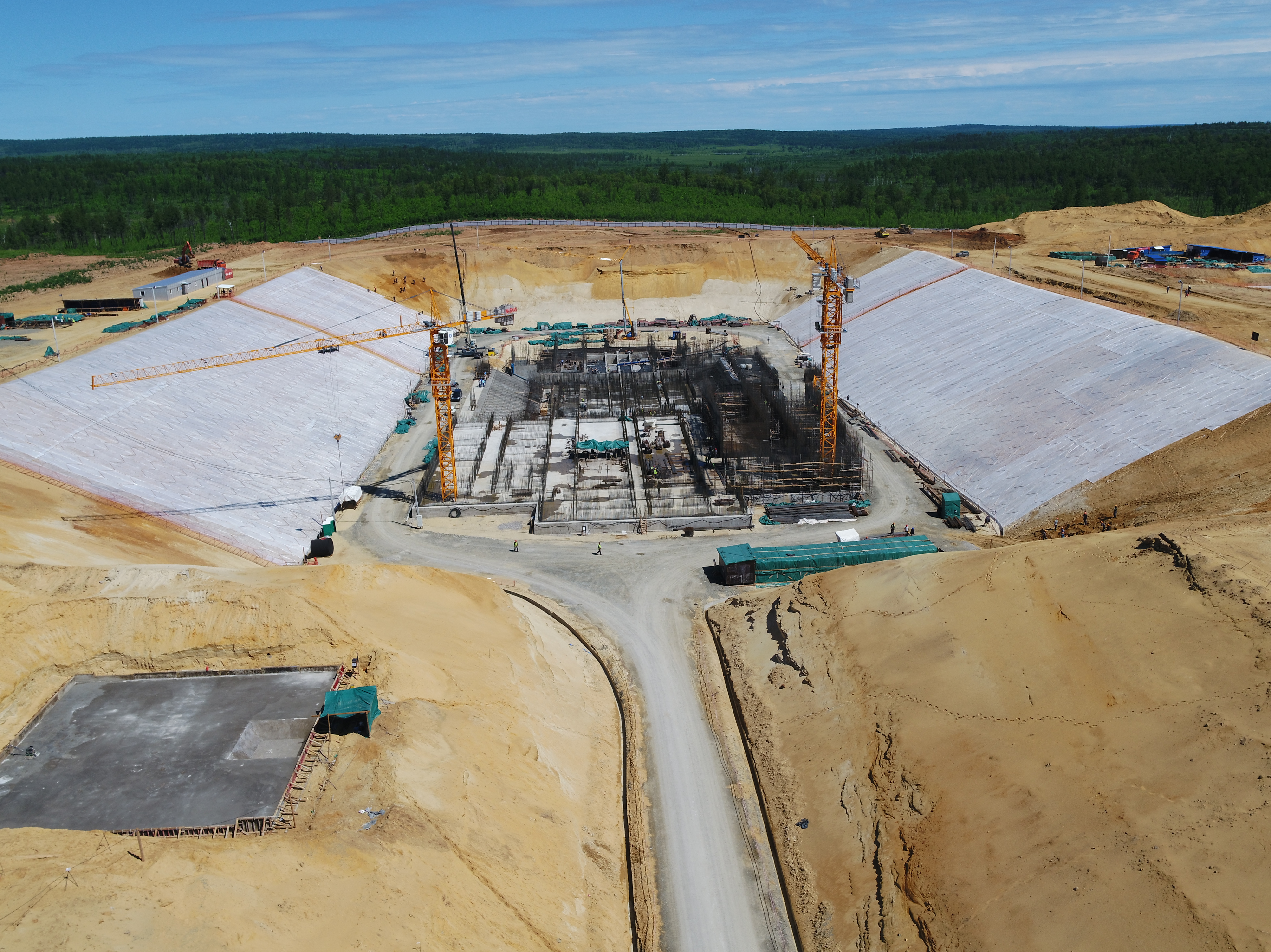
Stavba odpalovací rampy pro rakety Angara

30. května roku 2019 začala výstavba druhé fáze kosmodromu, jedná se o startovací komplex 1A pro využití nosných raket těžké třídy Angara A5.
Úplné dokončení stavby je plánováno do konce roku 2025, avšak první vypuštění rakety Angara A5 bylo naplánováno na rok 2023. Mělo jít testovací let při, kterém měla být vynesena první kosmická loď Orjol (dříve Federacija) v bezpilotním režimu. Roskosmos na Vostočném rovněž počítá s vytvořením infrastruktury nezbytné pro pilotované lety. Půjde o montážní halu pro přípravu kosmické lodi, tlakovou komoru, záchranné a navigační systémy a další objekty bez nichž by byl provoz kosmodromu s posádkou nemožný.
Angara 5 po dvou odkladech poprvé odstartovala 11. dubna 2024.
- 7. září 2018, ředitel Roskosmosu Dmitrij Rogozin prostřednictvím sociální sítě Twitter oznámil zahájení výstavby rampy pro Angary.[11]

- 3. října 2018 Roskosmos potvrdil podpis kontraktu mezi ředitelstvím kosmodromu Vostočnyj a hlavním vývojařem komplexu PSO Kazaň. Satelitní snímky ukazují vykácení a odstranění dřevin v místě budoucího komplexu. Podle Dmitrije Rogozina se v nejbližších dnech začne kopat jáma pro deflektor spalin. Betonářské práce mají začít na konci jara 2019.[12]

- V únoru 2019 společnost Ťažmaš začala pracovat na první fázi montáže kovové konstrukce tankovací kabelové věže.[13]

- 25. března 2019 řekl Dmitrij Rogozin médiím, že Roskosmos vyjednává se společnostmi Strojtransgaz, Strojgazmontaž a Krokus, aby jedna z nich pokračovala ve výstavbě druhé startovací rampy místo společnosti PSO Kazaň, se kterou bude ukončena smlouva. Kazaňské společnosti se podařilo připravit platformu pro zahájení výstavby odpalovacího zařízení, ale kvůli finančním problémům a dalším okolnostem nebyla společnost na tak velký projekt připravena. Na Vostočném nebude postaven druhý technický komplex montážních a přípravných budov, protože stávající komplex pro rakety Sojuz 2 bude využit i pro rakety Angara.[14]

- Podle ruských médií byl kontrakt s původním dodavatelem PSO Kazaň znovu obnoven, protože byly údajně vyřešeny všechny problémy společnosti, které bránily v plnění smlouvy s Roskosmosem.[15]

- V září roku 2019 řekl šéf Roskosmosu novinářům, že práce na druhé fázi kosmodromu probíhají podle plánu. Podle Rogozina je stavba dokonce v mírném předstihu.[16]

- 25. prosince 2019 byla v komplexu pro Angary dokončena instalace devíti velkých nádrží na skladování kyslíku a dusíku. Každá nádrž o objemu 250 m³ váží 92 tun a měří 36 metrů.[17]

- Středisko pro provoz pozemních kosmických infrastruktur CENKI oznámilo dokončení výroby a testování startovního stolu pro Angary. Bylo rozhodnuto, že přes 2000 tun těžký stůl bude v červenci odeslán ze Severodvinska severní cestou po moři. Na kosmodrom Vostočnyj by měl dorazit do 1. září 2020. Některé menší části odpalovacího zařízení již byly na kosmodrom odeslány 11. června po železnici.[18]

### Letiště
V roce 2023 bude poblíž kosmodromu zahájena výstavba letiště, schopného přijímat ruská a zahraniční osobní i těžká nákladní letadla. S dokončením a uvedením letiště do provozu se počítá do roku 2029. Součástí letiště by měly být i přistávací plochy určené pro návratové stupně znovupoužitelných raket.
V současné době je nejbližší hlavní letiště v Blagověščensku vzdáleném více než 150 km od kosmodromu, což komplikuje dopravu rozměrných nákladů, který musí být dále dopravován po železnici nebo kamiony.

## Galerie

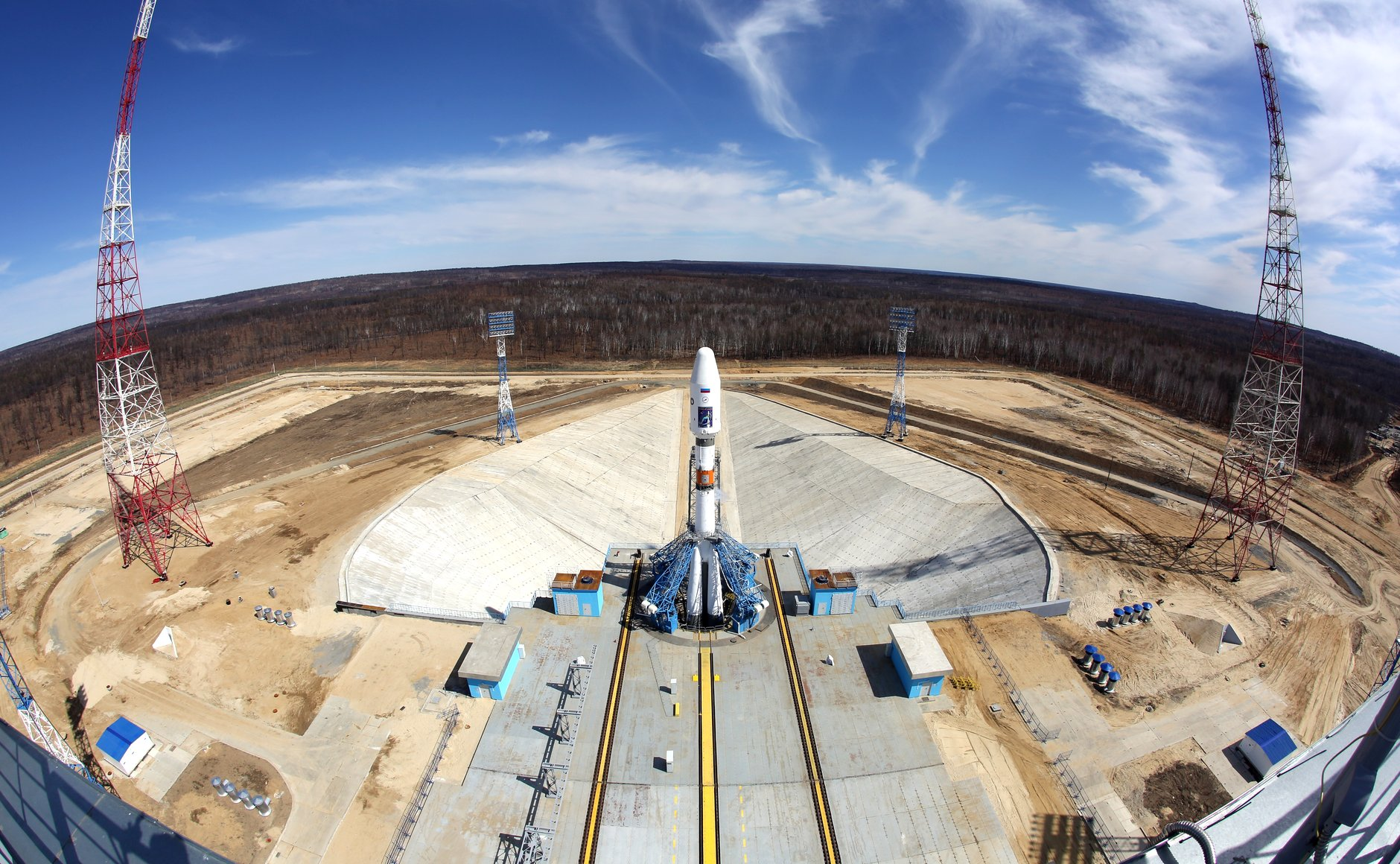
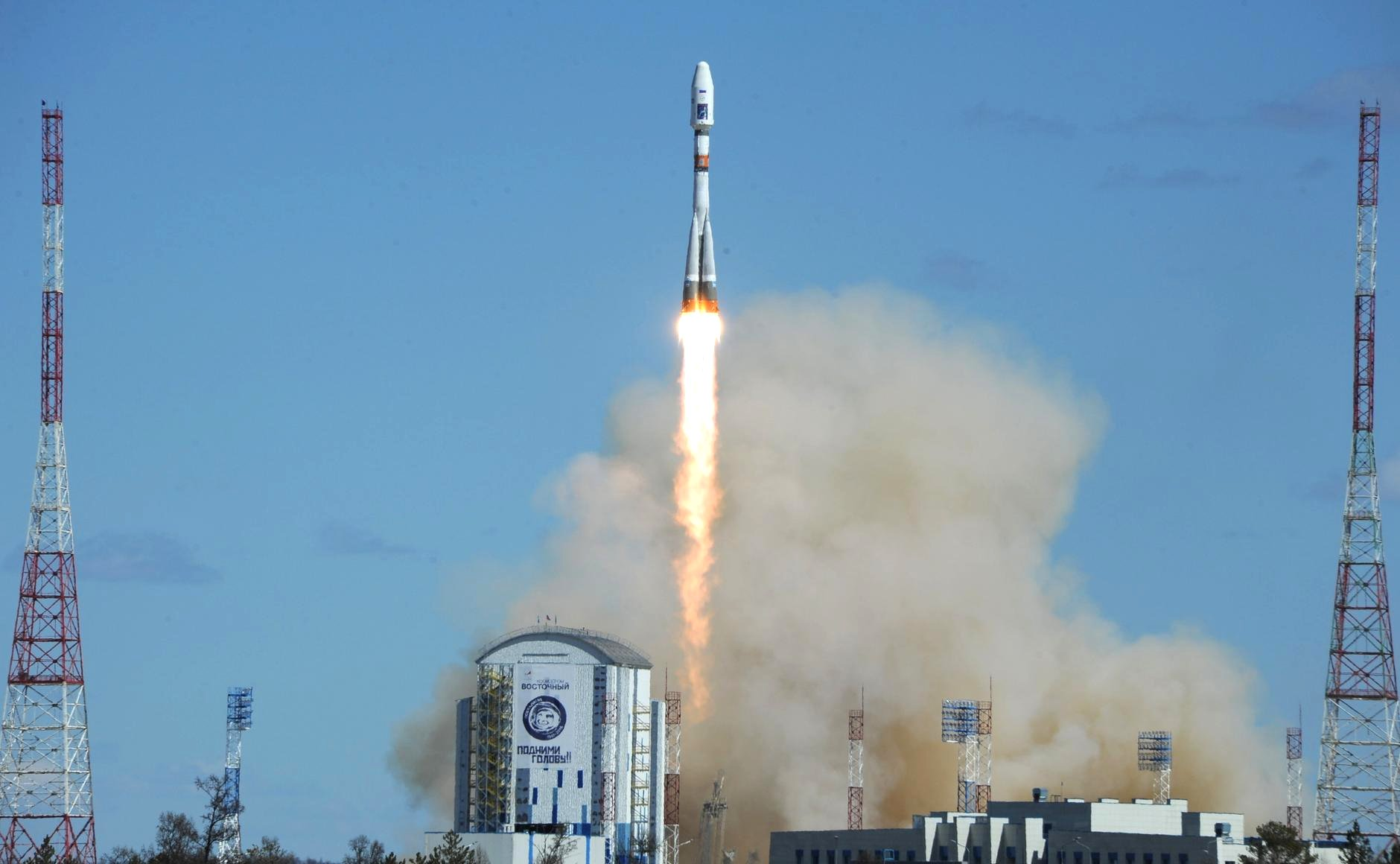